# Ana María Bejarano Escanilla
Ana María Bejarano Escanilla, nacida en Salamanca en 1959, es una traductora e investigadora española especializada en filología semítica. Fue galardonada con el Premio Nacional de Traducción de España del año 2016 por la traducción a la lengua española de Gran Cabaret, de David Grossman.

## Trayectoria
Es profesora de la Sección de Hebreo y Arameo del Departamento de Filología Semítica de la Universidad de Barcelona y coordinadora de los cursos de lengua hebrea de la Escuela de Traductores de Toledo de la Universidad de Castilla-La Mancha.
Publicó versiones de más de cincuenta obras de la literatura hebrea contemporánea, traducidas desde el hebreo al español, en los géneros de novela, cuento, ensayo, teatro y poesía.